# Marcella Liburd
Marcella Liburd (Basseterre, 10 de julho de 1953) é uma política e atual Governadora-Geral de São Cristóvão e Neves desde 1 de fevereiro de 2023.
Formada como professora e depois como advogada, Liburd foi a primeira mulher a servir como presidente da Assembleia Nacional de São Cristóvão e Neves e governadora-geral. Ela ocupou vários cargos ministeriais, como primeira-ministra interina e é a atual presidente da oposição do Partido Trabalhista. Ela é a primeira mulher a servir como presidente da organização em 81 anos.

## Vida pregressa
Marcella Liburd nasceu em 10 de julho de 1953 em Basseterre, filha de Anne Eliza e Clement Liburd. Depois de frequentar a Basseterre Girls School, Liburd se formou na Basseterre High School. Ela obteve seu Bacharelado em Artes pela Universidade das Índias Ocidentais em 1976. Liburd voltou do exterior e começou a lecionar nas escolas secundárias de Basseterre e Cayon. Ela voltou aos seus próprios estudos, obtendo um Bacharelado em Direito com honras em 1992 pela Norman Manley Law School (NMLS), onde continuou seus estudos, obtendo um Certificado de Educação Jurídica da NMLS em 1994.

## Carreira
Após a admissão de Liburd como advogada e desembargadora da Suprema Corte do Leste em 1994, ela começou uma carreira política. Ela foi nomeada secretária do Partido Trabalhista em 1997. Em 2004, tornou-se presidente da Assembleia Nacional, a primeira mulher a ocupar esse cargo no país. Liburd serviu até 2008, quando concorreu como candidata ao Constituinte e foi eleita Membro do Parlamento.
Liburd elaborou uma legislação que inclui a Lei de Violência Doméstica e a Lei de Igualdade de Pagamento. Ela atuou como Ministra da Saúde, Serviços Sociais, Desenvolvimento Comunitário, Cultura e Assuntos de Gênero, bem como Primeira Ministra Interina. Em 2011, Liburd foi destaque em uma exposição promovida por vários departamentos do Governo de Saint Kitts e Nevis para destacar as realizações de mulheres proeminentes.
Em 2013, Liburd se tornou a primeira mulher eleita como presidente do Partido Trabalhista em seus 81 anos de história. Em 2015, o Partido Trabalhista foi afastado do cargo pela primeira vez em vinte anos, tornando Liburd um membro da Oposição.